# Mallar, Karnataka
Mallar là một thị trấn census town thuộc huyện Udupi, bang Karnataka, Ấn Độ.